# Ју Накасато
Ју Накасато (јап. 中里 優; 14. јул 1994) јапанска је фудбалерка.

## Репрезентација
За репрезентацију Јапана дебитовала је 2016. године. За тај тим одиграла је 20 утакмица.

## Статистика
| Јапан  | Јапан | Јапан |
| Год.   | Ута.  | Гол.  |
| ------ | ----- | ----- |
| 2016   | 3     | 0     |
| 2017   | 13    | 0     |
| 2018   | 4     | 0     |
| Укупно | 20    | 0     |